# Балтаджи Павло Митрофанович
Балтаджи Павло Митрофанович  (1888—1961?) — повстанський отаман учасник Махновського руху.

## Біографія
Народився в 1888 році в грецькій родині, в селі Велика Янасоль Катеринославської губернії. До революції займався сільським господарством був середняком.
У 1918-19 співчував анархістам-комуністам, активний учасник махновського руху. З 12-18 січня 1919 секретар 2-го районного повстанського з'їзду.
Після закінчення громадянської війни працював охоронцем Марбумкомбіната.
11 січня 1951 року був засуджений до 11 років ув'язнення.